# Sheldon Bateau
Pour les articles homonymes, voir Bateau (homonymie).
Sheldon Bateau, né le 29 janvier 1991 à Port-d'Espagne à Trinité-et-Tobago, est un footballeur international trinidadien qui joue au poste de défenseur.

## Biographie

### En club
Après une saison en prêt, Sheldon Bateau s'engage pour deux ans au SK Beveren le 21 juillet 2023.